# 1566
Năm 1566 (số La Mã: MDLXVI) là một năm thường bắt đầu vào thứ Ba  trong lịch Julius.